# Heteropterys fulva
Heteropterys fulva är en tvåhjärtbladig växtart som beskrevs av José Cuatrecasas. Heteropterys fulva ingår i släktet Heteropterys och familjen Malpighiaceae. Inga underarter finns listade i Catalogue of Life.